# Tramea basilaris
Tramea basilaris là một loài chuồn chuồn ngô thuộc họ Libellulidae. Nó được tìm thấy ở Angola, Bénin, Botswana, Burkina Faso, Cameroon, Cộng hòa Trung Phi, Tchad, Comoros, Cộng hòa Congo, Cộng hòa Dân chủ Congo, Bờ Biển Ngà, Guinea Xích Đạo, Ethiopia, Gambia, Ghana, Kenya, Liberia, Madagascar, Malawi, Mali, Mauritanie, Mauritius, Mozambique, Namibia, Niger, Nigeria, São Tomé và Príncipe, Senegal, Sierra Leone, Somalia, Tanzania, Togo, Uganda, Zambia, Zimbabwe và có thể có ở Burundi và ở châu Á (Ấn Độ). Các môi trường sống tự nhiên của chúng là rừng ẩm đất thấp nhiệt đới hoặc cận nhiệt đới, vùng đất có cây bụi nhiệt đới hoặc cận nhiệt đới, vùng cây bụi ẩm khu vực nhiệt đới hoặc cận nhiệt đới, đất ngập nước với cây bụi là chủ yếu, đầm lầy, hồ nước ngọt, hồ nước ngọt có nước theo mùa, đầm nước ngọt, và đầm nước ngọt có nước theo mùa.

## Hình ảnh

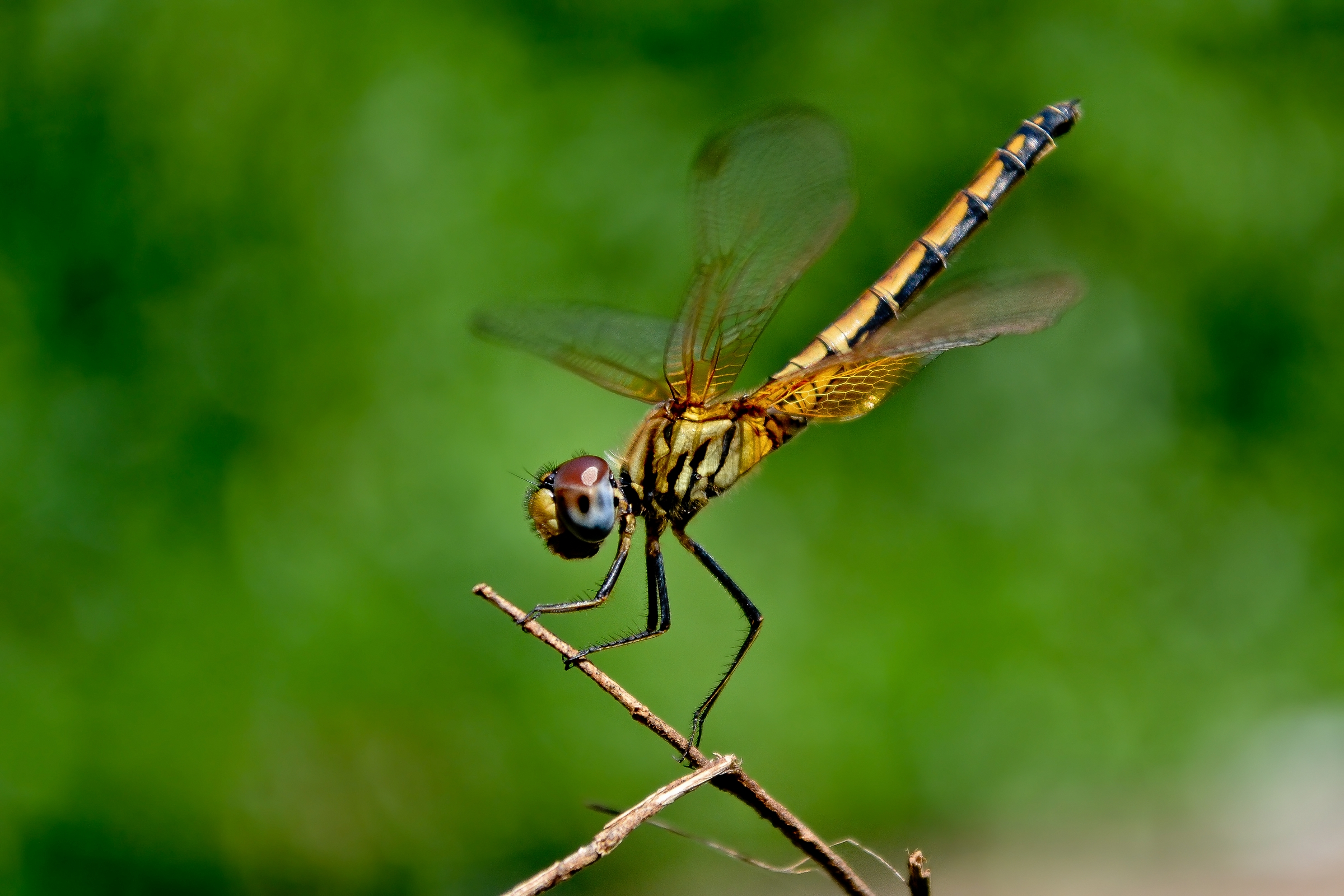